# IC 3500
IC 3500 ist eine Balken-Spiralgalaxie vom Hubble-Typ SBc mit ausgedehnten Sternentstehungsgebieten im Sternbild Coma Berenices am Nordsternhimmel. Sie ist schätzungsweise 271 Millionen Lichtjahre von der Milchstraße entfernt und hat einen Durchmesser von etwa 50.000 Lichtjahren. Unter der Katalognummer VCC 1526 wird sie als Mitglied des Virgo-Galaxienhaufens gelistet, ist dafür jedoch zu weit entfernt.
Im selben Himmelsareal befinden sich u. a. die Galaxien IC 3476, IC 3478, IC 3520, IC 3523.
Das Objekt wurde am 10. Mai 1904 von Royal Harwood Frost entdeckt.